# IPhone 2G
Acest articol face referire la o genereție specifică de iPhone, o linie de smartphoneuri comercializată de Apple Inc. Pentru celelalte modele, vezi iPhone (dezambiguizare).
iPhone (pronunțat /ˈaɪfoʊn/) - iP
hone-ul inițial - a fost prima generație de iPhone, creată și comercializată de compania americană Apple Inc. A fost anunțat la 9 ianuarie 2007 după luni întregi de zvonuri și speculații. Dispozitivul a fost lansat pe piața americană la 29 iunie 2007, și după câteva zile și în Europa. Telefonul dispunea de quad-band GSM cu GPRS și EDGE.

## Accepție
Ziarele The New York
Times și The Wall Street Journal au publicat recenzii pozitive despre iPhone, dar precaute, criticile lor principale fiind viteza mică a rețelei AT&T și incapacitatea telefonului de a se conecta la Internet folosind serviciile 3G.
Editorialistul de la The Wall Street Journal, Walt Mossberg, a concluzionat că "în ciuda unor defecte și omisiuni caracteristice, iPhone-ul este, în schimb, un computer frumos și avansat."
Revista Time l-a numit Inovația anului în 2007.